# 満池谷町

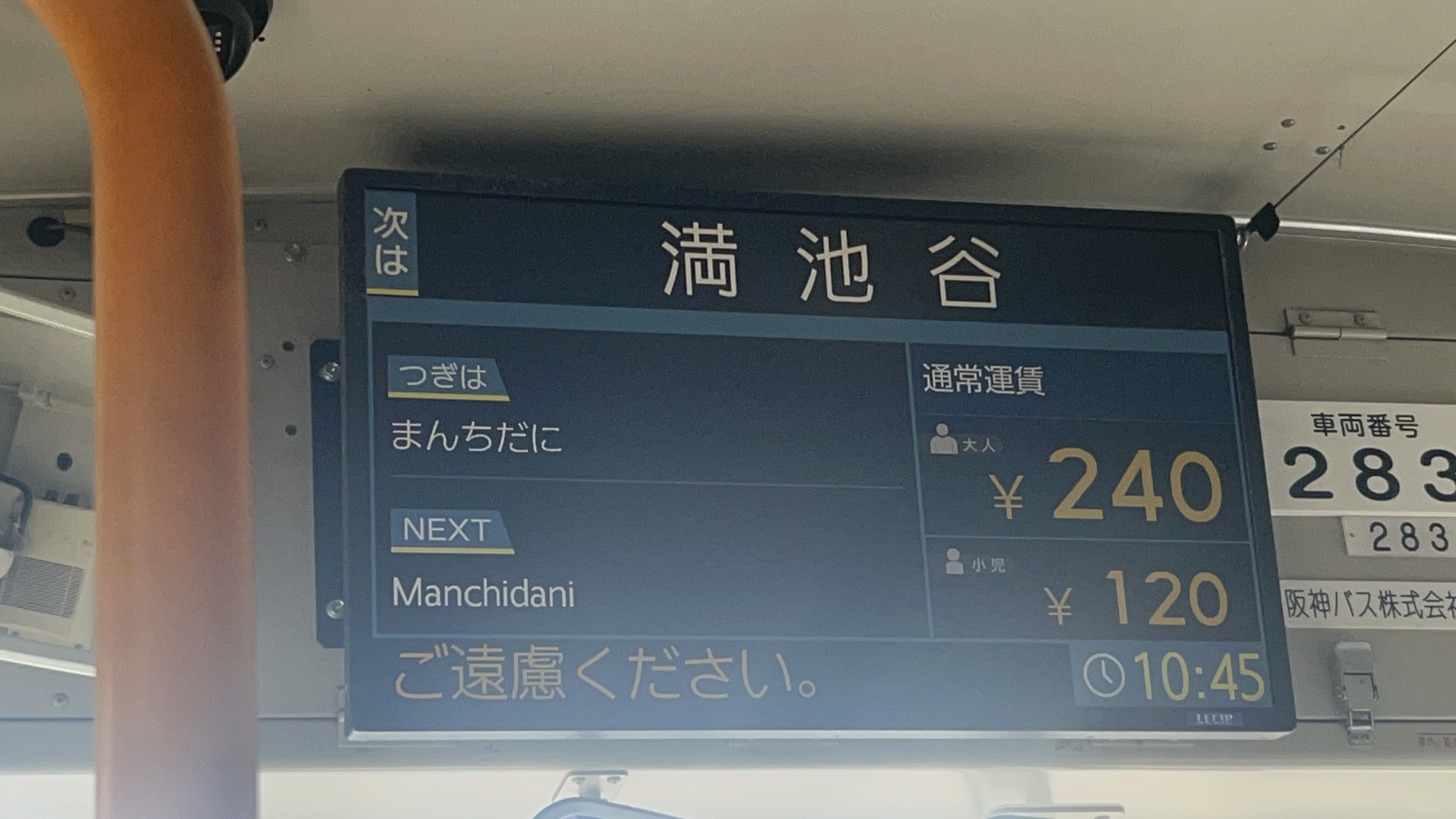
阪神バス満池谷停留所案内

満池谷町（まんちだにちょう）は、兵庫県西宮市にある町丁。郵便番号は662-0031。

## 地理
東は城山 桜谷町、西は名次町、南は清水町、北は奥畑と隣接している。

## 交通

### 鉄道
鉄道は走っていない。

### バス
| 業者     | 路線名     | 起点   | 町内の停留所             | 終点   |
| -------- | ---------- | ------ | ------------------------ | ------ |
| 阪神バス | 西宮山手線 | (環状) | (北名次町)-満池谷-(城山) | (環状) |
| 阪神バス | 鷲林寺線   | (環状) | (北名次町)-満池谷-(城山) | (環状) |

## 校区
出典:
| 区域 | 小学校     | 中学校     |
| ---- | ---------- | ---------- |
| 全域 | 大社小学校 | 大社中学校 |

## 施設
- ニテコ池